# Edmon Vallés y Perdrix
Edmon Vallés Perdrix (Mequinenza, Aragón, 1920 - Barcelona, 1980) fue un periodista y escritor español en lengua catalana.

## Biografía
Durante la guerra civil española, Vallés  Perdrix luchó junto con la Leva del Biberón. Al acabar la guerra se exilió en Francia, pero volvió a Barcelona y se integró en el Frente Universitario del Front Nacional de Catalunya (FNC). En 1946 fue uno de los promotores del Moviment Socialista de Catalunya. Fue detenido en 1958 por la policía franquista junto con otros 16 militantes del partido. En 1966 se alineó con el sector de Josep Pallach y se integró en el Partit Socialista de Catalunya-Reagrupament.
Como escritor se especializó en la divulgación histórica y la documentación gráfica. En 1968 fundó la revista Historia y Vida y colaboró en los periódicos La Vanguardia, Tele-Exprés, Avui, El Correo Catalán y Serra d'Or. También tradujo al catalán Crist s'ha aturat a Èboli de Carlo Levi (1964).

## Obra
- Història gràfica de la Catalunya contemporània (1888-1931), en tres volúmenes (1977)
- Història gràfica de la Catalunya autònoma (1931-1939), en dos volúmenes (1977)
- Història gràfica de Catalunya sota el franquisme (1939-1975) (1977)
- Dietari de guerra (1938-1939) (1980)